# Jean Lagrange
Pour les articles homonymes, voir Lagrange.
Jean Lagrange, né à Lyon le 6 novembre 1831 et mort à Paris (14e arrondissement) le 28 octobre 1908, est un sculpteur et médailleur français, 21e graveur général des monnaies de 1880 à 1896.

## Biographie
Fils de Catherin Lagrange, lui-même graveur, Jean Lagrange devient élève de Victor Vibert (1799-1860) à l'École des beaux-arts de Lyon et de Jean-Marie Bonnassieux (1810-1892) à l'École des beaux-arts de Paris. Il obtient le premier grand prix de Rome en gravure de médaille et pierre fine en 1860.

## Œuvres

### Sculpture
- Bayonne, musée Bonnat-Helleu : Le Palais de Justice à Paris.
- Paris, mairie du 4e arrondissement : La Naissance, Le Mariage, Le Scrutin d'Élection et La Mort, bas-reliefs.

### Médailles
- Société centrale d'agriculture, Meurthe-et-Moselle, vers 1875, médaille en argent.
- Ville de Paris, enseignement du dessin, 1887, médaille en cuivre.

Œuvres de Jean Lagrange
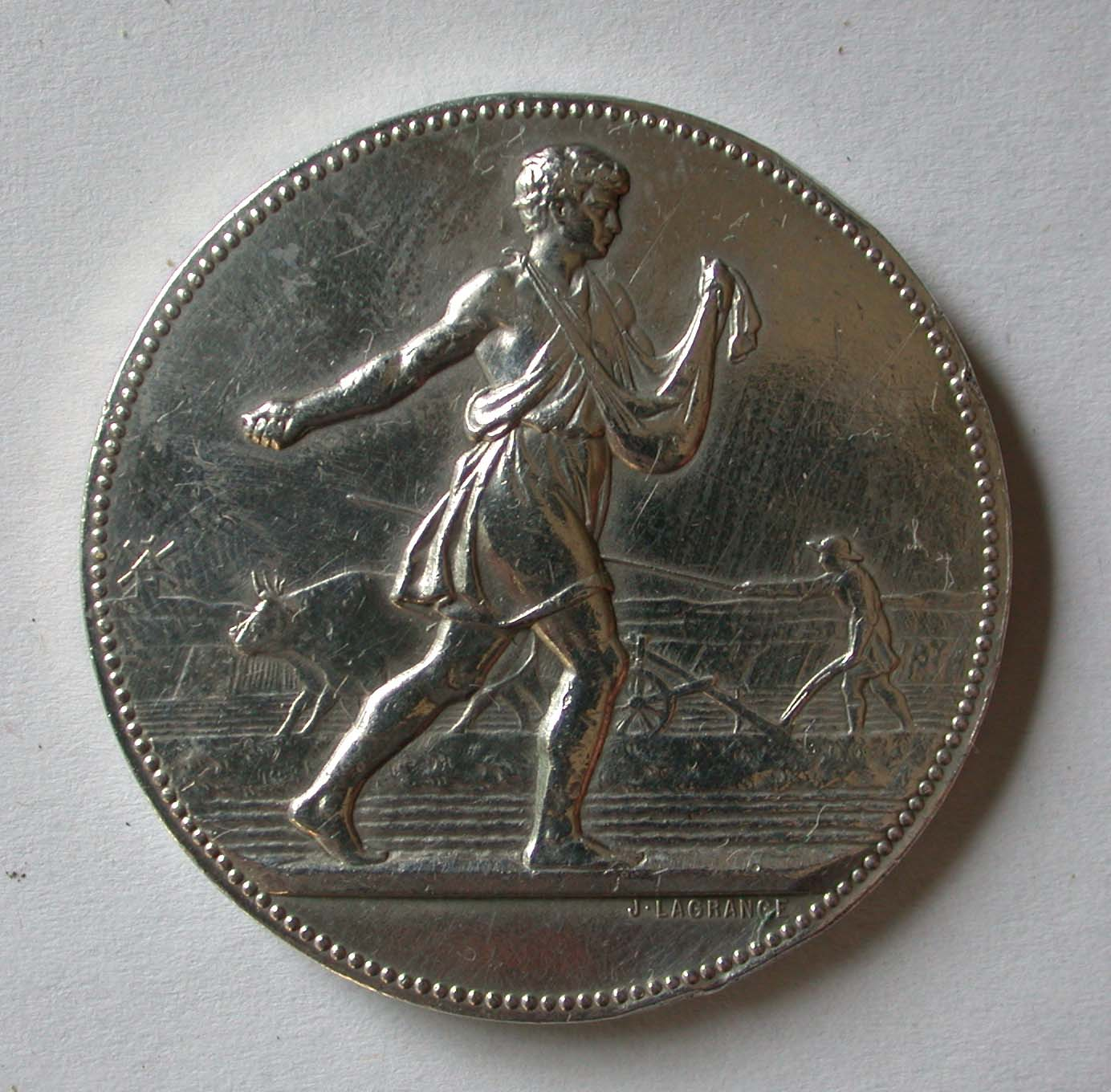
Société générale d'agriculture Meurthe-et-Moselle, 1875, médaille en argent, avers.
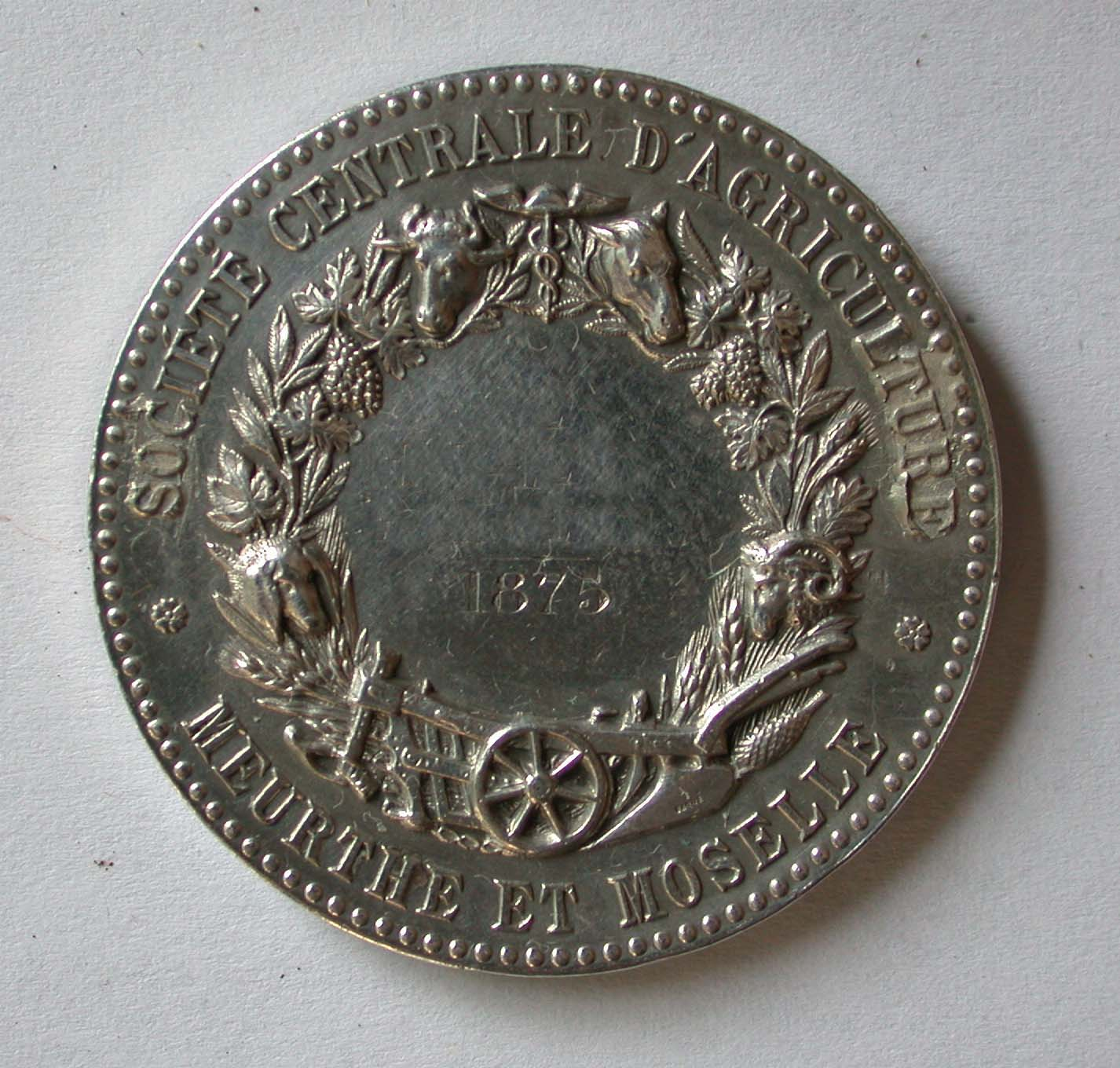
Société générale d'agriculture Meurthe-et-Moselle, 1875, médaille en argent, revers.
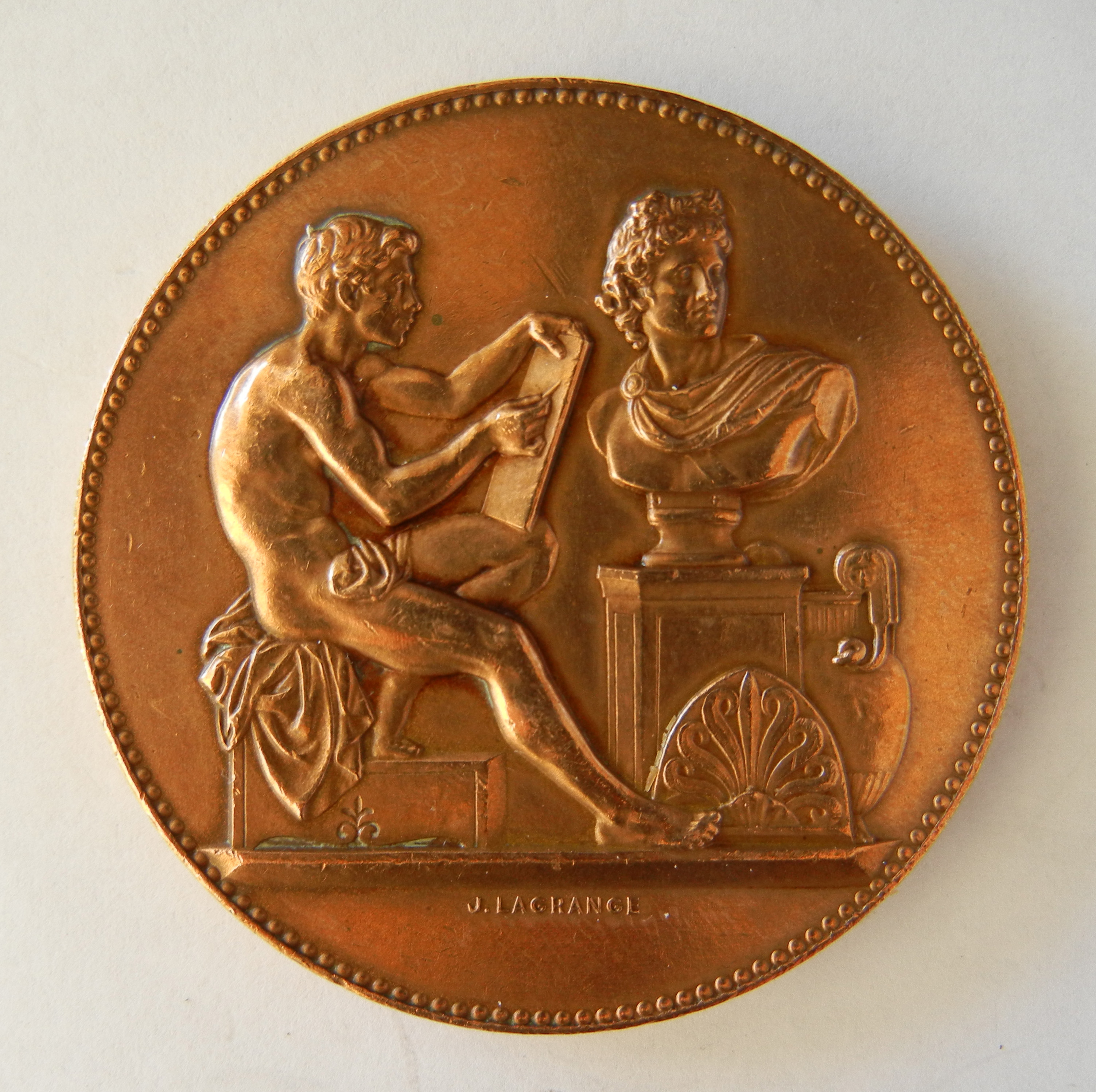
Ville de Paris, enseignement du dessin, 1887, médaille en cuivre, 50 mm, 62 g, avers.
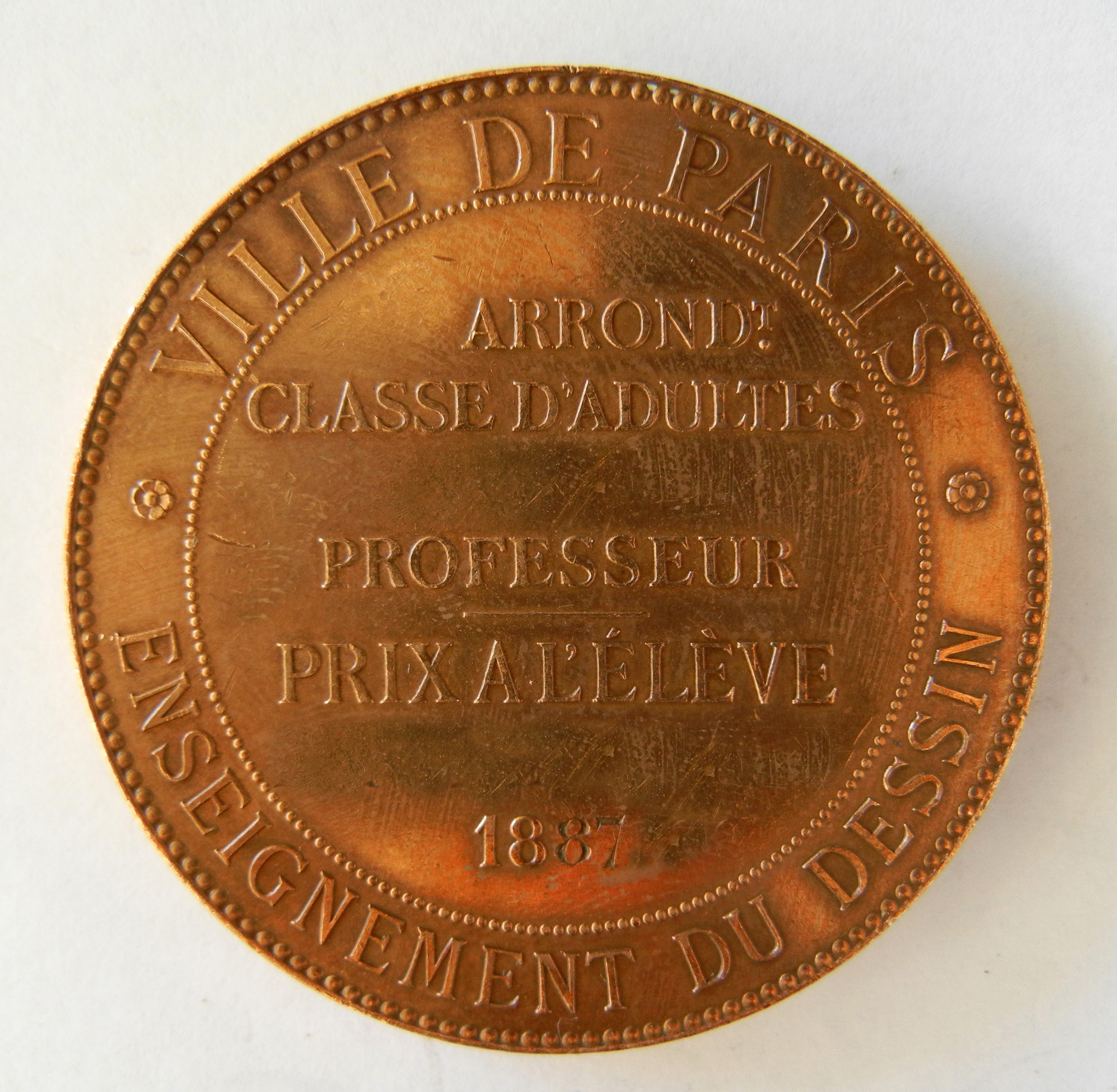
Ville de Paris, enseignement du dessin, 1887, médaille en cuivre, 50 mm, 62 g, revers.